# Zapaljivost
Zapaljivost je sposobnost nekog materijala da počne sa sagorevanjem i da se održava u stanju sagorevanja kada je izložen delovanju izvora toplote. Zapaljivost se kvantifikuje sprovođenjem testova zapaljivosti. Rangiranje materijala prema zapaljivosti se koristi kod ugradnje materijala u građevine, prilikom definisanja zahteva koje materijali trebaju ispuniti da bi se ugrađivali, za definisanje načina na koji se zapaljivi materijali prevoze, itd.

## Klasifikacija materijala prema zapaljivosti
Prema evropskoj klasifikaciji, materijali koji se ugrađuju u objekte se dele u sedam klasa. Klasifikacija se daje na osnovu rezultata odgovarajućih testova. Klase materijala prema zapaljivosti su: A1, A2, B, C, D, E i F. Materijali koji spadaju u klase A1, A2 i B ne doprinose razbuktavanju, materijali klase C doprinose razbuktavanju nakon 10 minuta, materijali klase D doprinose nakon 2 - 10 minuta, materijali klase E za manje od 2 minute. Materijali klase F su oni koji se ne mogu svrstati u prethodne kategorije.

## Otpornost na požar
Otpornost materijala na požar se kvantifikuje kao vreme za koje materijal ili proizvod zadovoljava zadane kriterije (npr. dostizanje dozvoljenog povećanja temperature na strani koja nije izložena požaru, gubitak integriteta - prodor plamena, itd.). Otpornost na požar se određuje laboratorijskim testovima ili računskim metodama.

## Spoljašnje veze
- Videos showing flammability of cables based on jacket rating
- Fire Performance of Ageing Cable Compounds, NFPA Treatise by Dr. Perry Marteny
- Fire Testing Laboratory